# Anna Wengberg
Anna Wengberg, née le 24 avril 1865 à Ystad et morte le 13 octobre 1936 à Helsingborg, est une peintre suédoise.

## Biographie
Anna Wengberg est née en 1865.
Anna Wengberg étudie à Stockholm auprès d'Edvard Perséus et à Düsseldorf auprès de Bengt Nordenberg. Elle est réputée pour ses portraits aux couleurs claires.
Dans les années 1880-1890, Wengberg participe aux réunions de l'Önningebykolonin dans l'archipel finlandais d'Åland, et sa peinture y connaît une évolution importante. Elle s'y lie d'amitié avec la peintre finlandaise Eva Topelius.
Elle est morte en 1936.